# 広島市立江波小学校
広島市立江波小学校（ひろしましりつえばしょうがっこう）は広島県広島市中区江波に存在する公立の小学校である。

## 概要
1900年に創立した。
特別学級のひまわり学級が存在する。
校章は亀甲を模してつくられている。

## 沿革
- 1900年創立。
- 2000年創立100周年。[1]

## 通学区域
- 江波東2丁目
- 江波本町
- 江波西2丁目
- 江波二本松1～2丁目
- 江波南1～3丁目
- 江波栄町
- 江波沖町[4]

## 進学先中学校
広島市立江波中学校が主。
他、隣接する学区の中学校や、私学、国立の中学校に進学する者もいる。

## 校歌
江波小学校校歌
作詞：大原三八雄
作曲：山本栄